# Ljuberađa
Ljuberađa (cirill betűkkel Љуберађа) egy falu Szerbiában, a Piroti körzetben, a Babušnicai községben.

## Népesség
- 1948-ban 925 lakosa volt.
- 1953-ban 757 lakosa volt.
- 1961-ben 738 lakosa volt.
- 1971-ben 583 lakosa volt.
- 1981-ben 524 lakosa volt.
- 1991-ben 368 lakosa volt
- 2002-ben 287 lakosa volt,[1] akik közül 285 szerb (99,3%), 1 cigány és 1 horvát.[2]